# 泊宝徳
泊 宝徳（とまり ほうとく、1908年7月18日 - 1986年2月10日）は日本の政治家。鹿児島県加世田市長（6期）。

## 経歴
鹿児島県生まれ、加世田市（現南さつま市）出身。1926年鹿児島県立川辺中学校（旧制、現鹿児島県立川辺高等学校）四年修了。1933年から加世田町役場に勤務し、書記を務め、1945年より税務主任。1947年8月加世田町助役に就任し、1954年7月に加世田町と万世町が合併して加世田市となるまでに2期務める。合併後の新市長就任までの間、市長職務執行の代理者を務める。1954年9月から1962年7月まで加世田市収入役（初代、2期）。1962年8月の市長選挙に立候補をして松山賢太郎初代市長と争って当選し、1962年8月10日、第2代加世田市長に就任。加世田市長計6選。市長在任中に、市木・市花の制定、各種施設（市民会館、久木野運動場、老人福祉センター、新市庁舎、商工会館、総合運動公園体育館・陸上競技場、市野球場）の完成・落成、市文化祭の開催など。3期目の1969年11月、地方自治功労により藍綬褒章受賞。また、加世田市観光協会会長、鹿児島県卸売市場審議会委員なども務めた。1986年2月10日、肺不全により77歳で死去。